# A Virtuous Business
A Virtuous Business (정숙한 세일즈?, Jeongsukhan se-iljeuLR) è una serie televisiva sudcoreana trasmessa su JTBC dal 12 ottobre al 17 novembre 2024, remake della serie britannica del 2016 Brief Encounters ideata da Oriane Messina e Fay Rusling. In lingua italiana è stata distribuita da Netflix.

## Trama
In un villaggio rurale conservatore nella Corea del Sud del 1992, quattro donne alla ricerca dell'indipendenza economica, soprannominate "le sorelle Bangpan", iniziano a vendere prodotti per adulti porta a porta.

## Personaggi e interpreti
- Han Jeong-suk, interpretata da Kim So-yeon
- Kim Do-hyun, interpretato da Yeon Woo-jin
- Oh Geum-hee, interpretata da Kim Sung-ryung
- Seo Young-bok, interpretata da Kim Sun-young
- Lee Joo-ri, interpretata da Lee Se-hee